# Messor capitatus
Messor capitatus är en myrart som först beskrevs av Pierre André Latreille 1798.  Messor capitatus ingår i släktet Messor och familjen myror. Inga underarter finns listade i Catalogue of Life.

## Bildgalleri

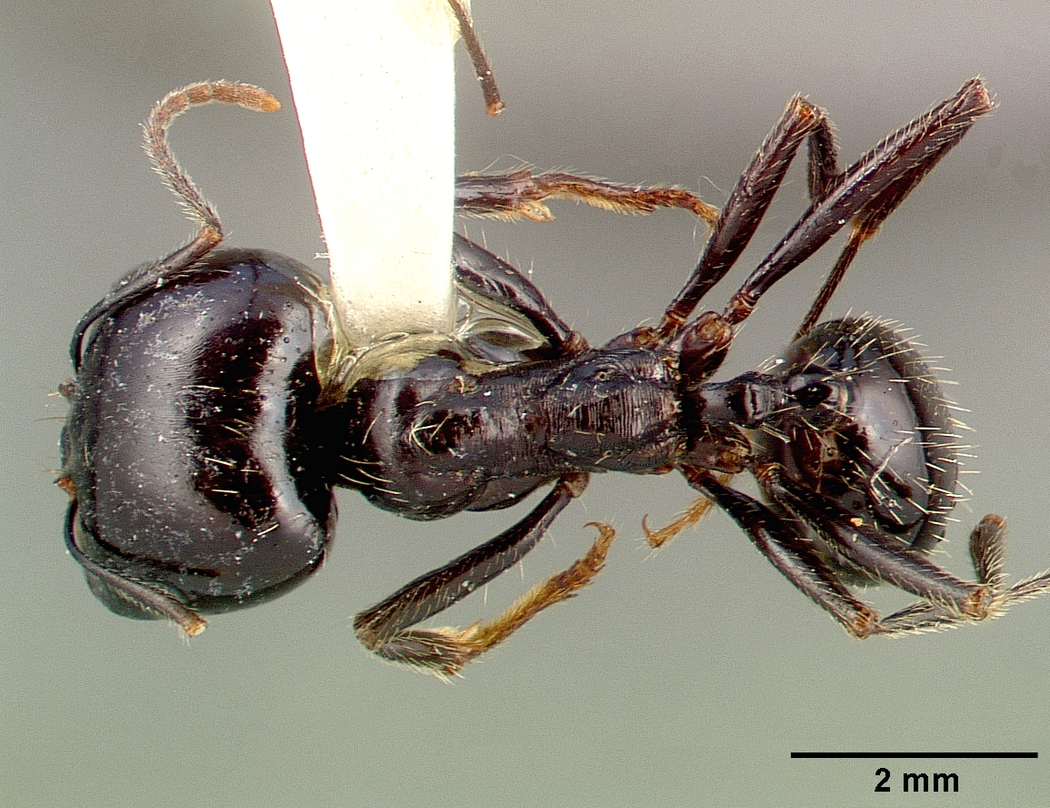
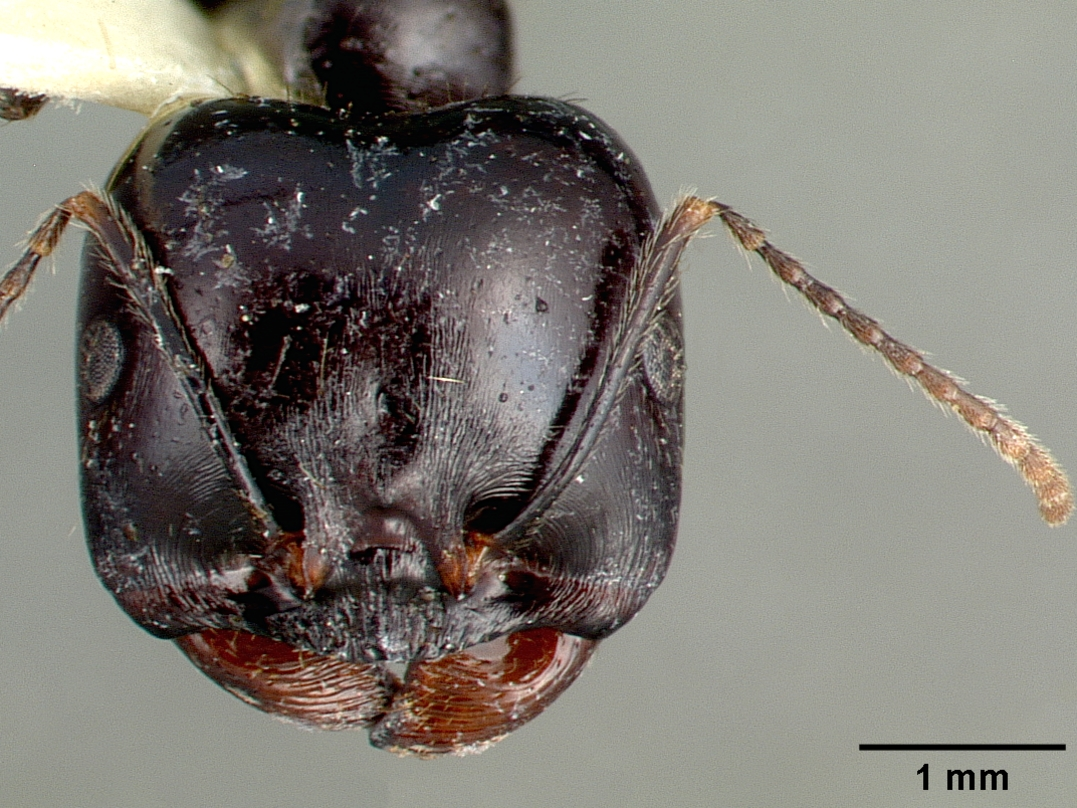
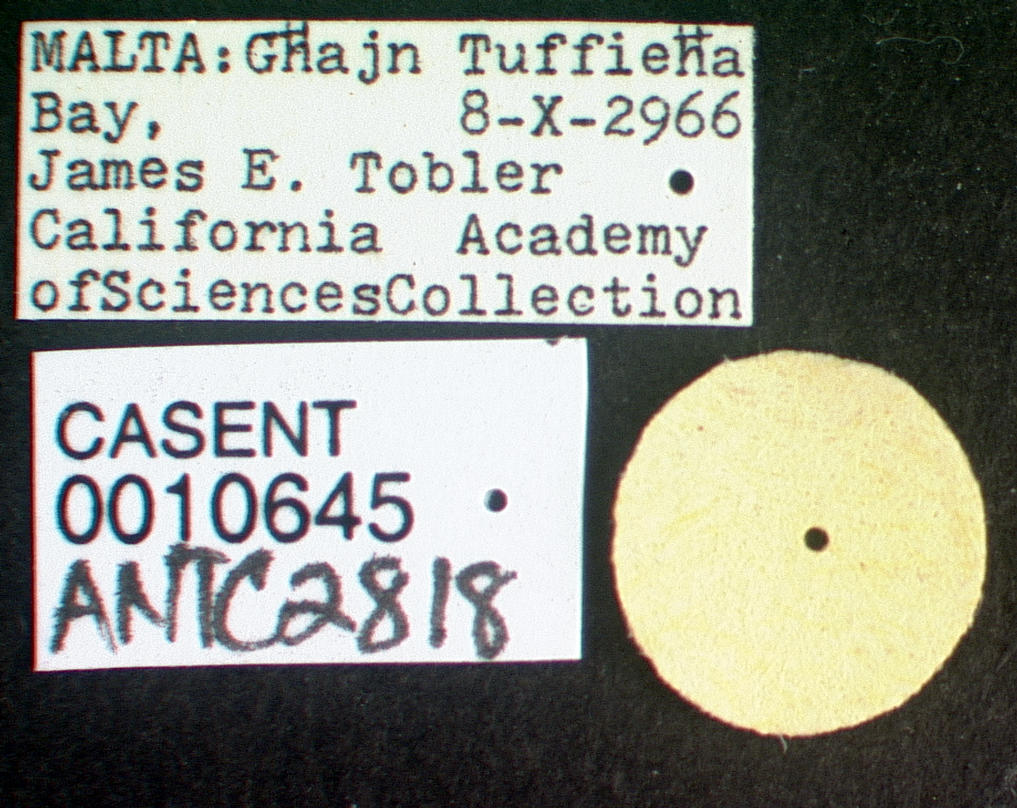
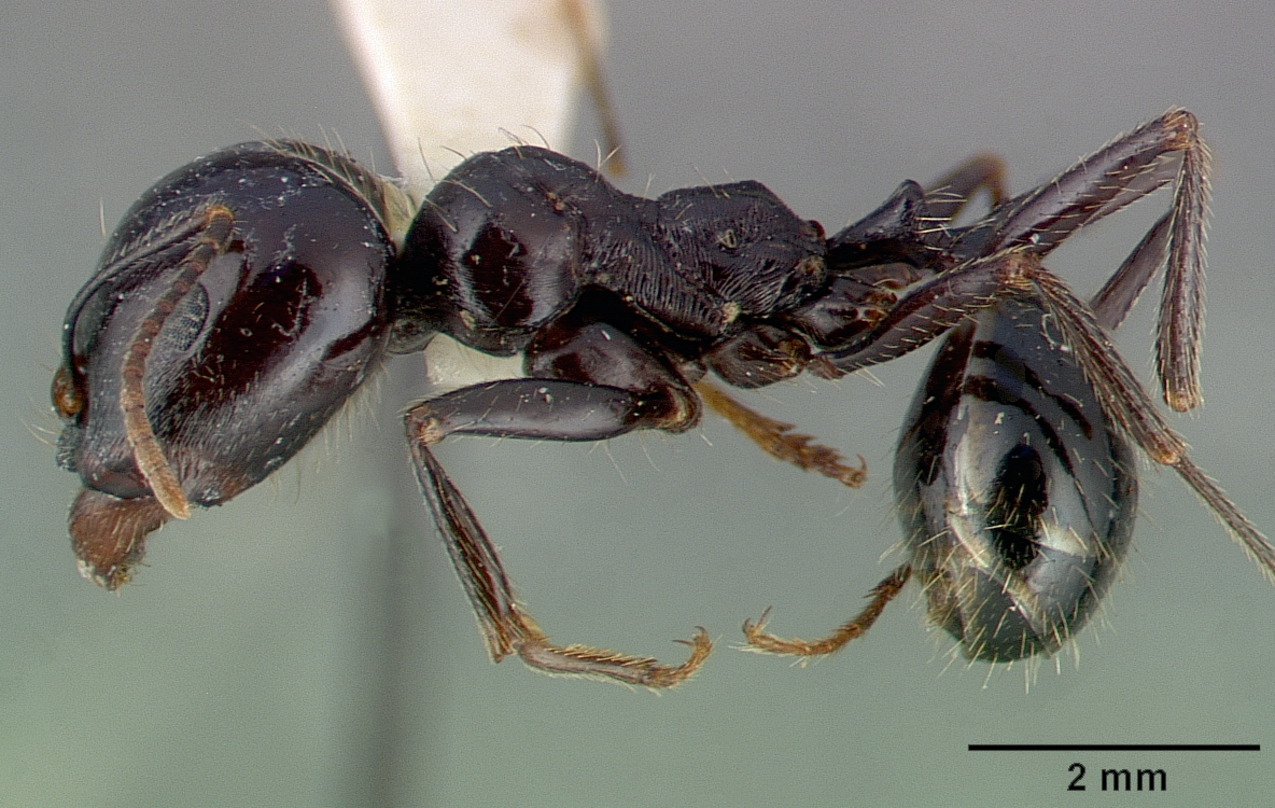